# Nikita Chernov
Nikita Aleksandrovich Chernov (Volzhsky, 14 de janeiro de 1996) é um futebolista russo que atua como zagueiro. Atualmente, atua pelo Spartak Moscou.

## Carreira
Chernov se profissionalizou no PFC CSKA Moscovo, em 2014.
Aos 23 anos, Chernov foi anunciado pelo Krylya Sovetov no dia 30 de julho de 2019.

### Spartak Moscovo
Chernov assinou um contrato de quatro anos com o Spartak Moscovo, sendo anunciado no dia 4 de fevereiro de 2022.

## Títulos
CSKA Moscou
- Supercopa da Rússia: 2014[4] e 2018[5][6]

Krylya Sovetov
- Primeira Divisão Russa: 2021